# Bahnrad-Weltcup 2009/10
Der UCI-Bahnrad-Weltcup 2009/2010 begann am 30. Oktober 2009 und endete am 24. Januar 2010. Er wurde von der UCI ausgetragen und fand in den vier Städten Manchester, Melbourne, Cali und Peking statt.

## Austragungsorte
| Datum                          | Ort        |
| ------------------------------ | ---------- |
| 30. Oktober – 1. November 2009 | Manchester |
| 19.–21. November 2009          | Melbourne  |
| 10.–11. Dezember 2009          | Cali       |
| 22.–24. Januar 2010            | Peking     |

## Nationenwertung
| Pos. | Land                   | Man | Mel | Cal | Pek | Punkte |
| ---- | ---------------------- | --- | --- | --- | --- | ------ |
| 1.   | Deutschland            | 96  | 93  | 100 | 53  | 342    |
| 2.   | Australien             | 86  | 124 | 16  | 99  | 325    |
| 3.   | Niederlande            | 73  | 58  | 37  | 57  | 225    |
| 4.   | Vereinigtes Königreich | 129 | 70  | 13  | 11  | 223    |
| 5.   | Volksrepublik China    | 41  | 62  | –   | 105 | 208    |
| 6.   | Neuseeland             | 1   | 93  | 6   | 83  | 183    |
| 7.   | Frankreich             | 23  | 29  | 55  | 53  | 160    |
| 8.   | Litauen                | 40  | 5   | 38  | 25  | 140    |
| 9.   | Ukraine                | 27  | 42  | 38  | 25  | 132    |
| 10.  | Team Jayco-AIS         | 23  | 69  | –   | 34  | 126    |

## Männer

### Keirin
Ergebnisse
| Ort        | Sieger            | Zweiter            | Dritter          |
| ---------- | ----------------- | ------------------ | ---------------- |
| Manchester | Chris Hoy         | Christos Volikakis | Maximilian Levy  |
| Melbourne  | Carsten Bergemann | Azizulhasni Awang  | Josiah Ng        |
| Cali       | Michaël D’Almeida | Teun Mulder        | Andrij Wynokurow |
| Peking     | Azizulhasni Awang | Jason Niblett      | Daniel Ellis     |

Stand
| Pos. | Fahrer             | Man | Mel | Cal | Pek | Punkte |
| ---- | ------------------ | --- | --- | --- | --- | ------ |
| 1.   | Azizulhasni Awang  | –   | 10  | –   | 12  | 22     |
| 2.   | Maximilian Levy    | 8   | –   | 7   | 7   | 22     |
| 3.   | Jason Niblett      | 7   | –   | –   | 10  | 19     |
| 4.   | Josiah Ng          | –   | 8   | –   | 5   | 13     |
| 5.   | Michaël D’Almeida  | –   | –   | 12  | –   | 12     |
| 6.   | Carsten Bergemann  | –   | 12  | –   | –   | 12     |
| 7.   | Chris Hoy          | 12  | –   | –   | –   | 12     |
| 8.   | Teun Mulder        | –   | –   | 10  | –   | 10     |
| 9.   | Christos Volikakis | 10  | –   | –   | –   | 10     |
| 10.  | Andrij Wynokurow   | 1   | –   | 8   | –   | 9      |

### 1000-m-Zeitfahren
Ergebnisse
| Ort        | Sieger            | Zweiter         | Dritter          |
| ---------- | ----------------- | --------------- | ---------------- |
| Manchester | Stefan Nimke      | David Daniell   | Chongyang Wang   |
| Melbourne  | Scott Sunderland  | Chongyang Wang  | Teun Mulder      |
| Cali       | Michaël D’Almeida | François Pervis | Jewhen Bolibruch |
| Peking     | Zhang Miao        | Joachim Eilers  | Kamil Kuczyński  |

Stand
| Pos. | Fahrer            | Man | Mel | Cal | Pek | Punkte |
| ---- | ----------------- | --- | --- | --- | --- | ------ |
| 1.   | Chongyang Wang    | 8   | 10  | –   | 6   | 24     |
| 2.   | Scott Sunderland  | 6   | 12  | –   | 3   | 21     |
| 3.   | David Daniell     | 10  | 7   | –   | –   | 17     |
| 4.   | Tomáš Babek       | 7   | –   | 7   | –   | 14     |
| 5.   | Zhang Miao        | –   | –   | –   | 12  | 12     |
| 6.   | Michaël D’Almeida | –   | –   | 12  | –   | 12     |
| 7.   | Stefan Nimke      | 12  | –   | –   | –   | 12     |
| 8.   | Jewhen Bolibruch  | 2   | –   | 8   | 1   | 11     |
| 9.   | Joachim Eilers    | –   | –   | –   | 10  | 10     |
| 10.  | François Pervis   | –   | –   | 10  | –   | 10     |

### Sprint
Ergebnisse
| Ort        | Sieger         | Zweiter           | Dritter          |
| ---------- | -------------- | ----------------- | ---------------- |
| Manchester | Chris Hoy      | Matthew Crampton  | Jason Kenny      |
| Melbourne  | Shane Perkins  | Kévin Sireau      | Matthew Crampton |
| Cali       | Kévin Sireau   | Robert Förstemann | Maximilian Levy  |
| Peking     | Edward Dawkins | Michaël D’Almeida | François Pervis  |

Stand
| Pos. | Fahrer            | Man | Mel | Cal | Pek | Punkte |
| ---- | ----------------- | --- | --- | --- | --- | ------ |
| 1.   | Kévin Sireau      | –   | 10  | 12  | –   | 22     |
| 2.   | Shane Perkins     | 7   | 12  | –   | –   | 19     |
| 3.   | Matthew Crampton  | 10  | 8   | –   | –   | 18     |
| 4.   | Michaël D’Almeida | 3   | –   | 3   | 10  | 16     |
| 5.   | Maximilian Levy   | –   | –   | 8   | 7   | 15     |
| 6.   | Edward Dawkins    | –   | 1   | –   | 12  | 13     |
| 7.   | Ross Edgar        | 6   | 7   | –   | –   | 13     |
| 8.   | Chris Hoy         | 12  | –   | –   | –   | 12     |
| 9.   | Robert Förstemann | –   | –   | 10  | –   | 10     |
| 10.  | Damian Zieliński  | 5   | –   | –   | 5   | 10     |

### Teamsprint
Ergebnisse
| Ort        | Sieger                                                     | Zweiter                                                           | Dritter                                                    |
| ---------- | ---------------------------------------------------------- | ----------------------------------------------------------------- | ---------------------------------------------------------- |
| Manchester | Team Jayco-AIS Ross Edgar Chris Hoy Jamie Staff            | Vereinigtes Königreich Matthew Crampton David Daniell Jason Kenny | Deutschland Robert Förstemann Stefan Nimke Tobias Wächter  |
| Melbourne  | Team Jayco-AIS Daniel Ellis Shane Perkins Scott Sunderland | Deutschland Carsten Bergemann René Enders Tobias Wächter          | Russland Sergei Borissow Denis Dmitrijew Sergei Kutscherow |
| Cali       | Cofidis Teun Mulder François Pervis Kévin Sireau           | Deutschland Robert Förstemann Maximilian Levy Mathias Stumpf      | Ukraine Jewhen Bolibruch Andrij Wynokurow Jurij Zjupyk     |
| Peking     | China Changsong Cheng Lei Zhang Miao Zhang                 | Team Jayco-AIS Daniel Ellis Shane Perkins Scott Sunderland        | Frankreich Grégory Baugé Michaël D’Almeida Thierry Jollet  |

Stand
| Pos. | Fahrer                 | Man | Mel | Cal | Pek | Punkte |
| ---- | ---------------------- | --- | --- | --- | --- | ------ |
| 1.   | Deutschland            | 8   | 10  | 10  | 5   | 33     |
| 2.   | Team Jayco-AIS         | 6   | 12  | –   | 10  | 28     |
| 3.   | Cofidis                | 2   | 5   | 6   | 4   | 23     |
| 4.   | Volksrepublik China    | 4   | –   | –   | 12  | 16     |
| 5.   | Moscow Track Team      | 7   | –   | –   | 7   | 14     |
| 6.   | Team Sky + HD          | 12  | –   | –   | –   | 12     |
| 7.   | Russland               | –   | 8   | 4   | –   | 12     |
| 8.   | Neuseeland             | –   | 6   | –   | 6   | 12     |
| 9.   | Japan                  | 5   | 4   | 2   | –   | 11     |
| 10.  | Vereinigtes Königreich | 10  | –   | –   | –   | 10     |

### 4000-m-Einerverfolgung
Ergebnisse
| Ort        | Sieger              | Zweiter             | Dritter             |
| ---------- | ------------------- | ------------------- | ------------------- |
| Manchester | Geraint Thomas      | Dominique Cornu     | Witalij Schtschedow |
| Melbourne  | Jesse Sergent       | Rohan Dennis        | Witalij Schtschedow |
| Cali       | Witalij Popkow      | Juan Esteban Arango | Gediminas Bagdonas  |
| Peking     | Witalij Schtschedow | Michael Hepburn     | Waleri Kaikow       |

Stand
| Pos. | Fahrer              | Man | Mel | Cal | Pek | Punkte |
| ---- | ------------------- | --- | --- | --- | --- | ------ |
| 1.   | Witalij Schtschedow | 8   | 8   | –   | 12  | 28     |
| 2.   | Waleri Kaikow       | –   | –   | 7   | 8   | 15     |
| 3.   | Witalij Popkow      | –   | 12  | –   | –   | 12     |
| 4.   | Jesse Sergent       | –   | 12  | –   | –   | 12     |
| 5.   | Geraint Thomas      | 12  | –   | –   | –   | 12     |
| 6.   | Michael Hepburn     | –   | –   | –   | 10  | 10     |
| 7.   | Juan Esteban Arango | –   | –   | 10  | –   | 10     |
| 8.   | Rohan Dennis        | –   | 10  | –   | –   | 10     |
| 9.   | Dominique Cornu     | 10  | –   | –   | –   | 10     |
| 10.  | Gediminas Bagdonas  | 1   | –   | 8   | –   | 9      |

### Mannschaftsverfolgung
Ergebnisse
| Ort        | Sieger                                                                       | Zweiter                                                                     | Dritter                                                                       |
| ---------- | ---------------------------------------------------------------------------- | --------------------------------------------------------------------------- | ----------------------------------------------------------------------------- |
| Manchester | Vereinigtes Königreich Steven Burke Ed Clancy Andrew Tennant Geraint Thomas  | Spanien Sergi Escobar David Muntaner Antonio Tauler Eloy Teruel             | Ukraine Maxym Fonrabe Roman Kononenko Maxym Polischtschuk Witalij Schtschedow |
| Melbourne  | Australien Rohan Dennis Luke Durbridge Michael Hepburn Cameron Meyer         | Vereinigtes Königreich Steven Burke Ed Clancy Andrew Fenn Andrew Tennant    | Neuseeland Sam Bewley Peter Latham Marc Ryan Jesse Sergent                    |
| Cali       | Kolumbien Juan Esteban Arango Arles Antonio Castro Edwin Ávila Weimar Roldán | Lokomotiv Artur Jerschow Waleri Kaikow Jewgeni Schalunow Kirill Sweschnikow | Spanien Pablo Bernal Ramon Domene Sergi Escobar Lluís Mas                     |
| Peking     | Australien Luke Durbridge Michael Hepburn Leigh Howard Travis Meyer          | Niederlande Levi Heimans Arno van der Zwet Tim Veldt Sipke Zijlstra         | Neuseeland Shane Archbold Aaron Gate Thomas Scully Myron Simpson              |

Stand
| Pos. | Team                   | Man | Mel | Cal | Pek | Punkte |
| ---- | ---------------------- | --- | --- | --- | --- | ------ |
| 1.   | Vereinigtes Königreich | 12  | 10  | –   | 3   | 25     |
| 2.   | Australien             | –   | 12  | –   | 12  | 24     |
| 3.   | Spanien                | 10  | 2   | 8   | –   | 20     |
| 4.   | Niederlande            | 4   | 6   | –   | 10  | 20     |
| 5.   | Ukraine                | 8   | 3   | –   | 7   | 18     |
|      | Neuseeland             | –   | 8   | –   | 8   | 16     |
| 7.   | Lokomotiv              | 3   | –   | 10  | 1   | 14     |
| 8.   | Dänemark               | 6   | 7   | –   | –   | 13     |
| 9.   | Kolumbien              | –   | –   | 12  | –   | 12     |
| 10.  | Deutschland            | 7   | 5   | –   | –   | 12     |

### Punktefahren
Ergebnisse
| Ort        | Sieger             | Zweiter            | Dritter       |
| ---------- | ------------------ | ------------------ | ------------- |
| Manchester | Chris Newton       | Kwok Ho Ting       | Roger Kluge   |
| Melbourne  | Cameron Meyer      | Ioannis Tamouridis | Łukasz Bujko  |
| Cali       | Ioannis Tamouridis | Iljo Keisse        | Marcel Barth  |
| Peking     | Zachary Bell       | Kwok Ho Ting       | Thomas Scully |

Stand
| Pos. | Fahrer             | Man | Mel | Cal | Pek | Punkte |
| ---- | ------------------ | --- | --- | --- | --- | ------ |
| 1.   | Ioannis Tamouridis | –   | 10  | 12  | –   | 22     |
| 2.   | Kwok Ho Ting       | 10  | –   | –   | 10  | 20     |
| 3.   | Zach Bell          | –   | –   | 10  | 12  | 22     |
| 4.   | Chris Newton       | 12  | 6   | –   | –   | 18     |
| 5.   | Łukasz Bujko       | 7   | 8   | –   | –   | 15     |
| 6.   | Cameron Meyer      | –   | –   | 102 | –   | 12     |
| 7.   | Tom Scully         | –   | 3   | –   | 8   | 11     |
| 8.   | Artur Jerschow     | –   | –   | 5   | 6   | 11     |
| 9.   | Kazuhiro Mori      | 5   | 4   | 2   | –   | 11     |
| 10.  | Iljo Keisse        | –   | –   | 10  | –   | 10     |

### Scratch
Ergebnisse
| Ort        | Sieger            | Zweiter        | Dritter            |
| ---------- | ----------------- | -------------- | ------------------ |
| Manchester | Iwan Kowaljow     | Łukasz Bujko   | Serhij Lahkuti     |
| Melbourne  | Tom Scully        | Łukasz Bujko   | Wiktor Schmalko    |
| Cali       | Ángel Darío Colla | Erik Mohs      | Leonardo Duque     |
| Peking     | Zachary Bell      | Hayden Godfrey | Werner Riebenbauer |

Stand
| Pos. | Fahrer            | Man | Mel | Cal | Pek | Punkte |
| ---- | ----------------- | --- | --- | --- | --- | ------ |
| 1.   | Łukasz Bujko      | 10  | 10  | 2   | –   | 22     |
| 2.   | Zachary Bell      | –   | –   | –   | 12  | 12     |
| 3.   | Ángel Darío Colla | –   | –   | 12  | –   | 12     |
|      | Thomas Scully     | –   | 12  | –   | –   | 12     |
| 5.   | Iwan Kowaljow     | 12  | –   | –   | –   | 12     |
| 6.   | Hayden Godrey     | –   | –   | –   | 10  | 10     |
| 7.   | Erik Mohs         | –   | –   | 10  | –   | 10     |
| 8.   | Matthew Brammeier | 7   | –   | 3   | –   | 10     |
| 9.   | James Carney      | –   | –   | 4   | 6   | 10     |
| 10.  | Elia Viviani      | 5   | –   | –   | 5   | 10     |

### Madison
Ergebnisse
| Ort        | Sieger                                        | Zweiter                                | Dritter                                     |
| ---------- | --------------------------------------------- | -------------------------------------- | ------------------------------------------- |
| Manchester | Belgien Kenny De Ketele Tim Mertens           | Deutschland Robert Bartko Roger Kluge  | Russland Sergei Kolesnikow Alexei Schmidt   |
| Melbourne  | Neuseeland Marc Ryan Tom Scully               | Deutschland Robert Bengsch Marcel Kalz | Ukraine Serhij Lahkuti Mychajlo Radionow    |
| Cali       | Deutschland Marcel Barth Erik Mohs            | Russland Artur Jerschow Waleri Kaikow  | Kolumbien Carlos Ospina Carlos Alberto Urán |
| Peking     | Hong Kong Pro Cycling Kwok Ho Ting Ki Ho Choi | Italien Elia Viviani Angelo Ciccone    | Neuseeland Tyron Meyer Thomas Scully        |

Stand
| Pos. | Team                           | Man | Mel | Cal | Pek | Punkte |
| ---- | ------------------------------ | --- | --- | --- | --- | ------ |
| 1.   | Deutschland                    | 10  | 10  | 12  | –   | 32     |
| 2.   | Neuseeland                     | –   | 12  | –   | 8   | 20     |
| 3.   | Belgien                        | 12  | –   | 7   | 1   | 20     |
| 4.   | Dänemark                       | 6   | 6   | –   | 4   | 16     |
| 5.   | Italien                        | –   | 5   | –   | 10  | 15     |
| 6.   | Frankreich                     | –   | 12  | –   | –   | 12     |
| 7.   | Frankreich                     | 7   | –   | 4   | 3   | 14     |
| 8.   | Hongkong Hong Kong Pro Cycling | –   | –   | –   | 12  | 12     |
| 9.   | Russland                       | 8   | –   | 3   | –   | 11     |
| 10.  | Russland Lokomotiv             | –   | –   | 10  | –   | 10     |

## Frauen

### Keirin
Ergebnisse
| Ort        | Siegerin           | Zweite         | Dritte             |
| ---------- | ------------------ | -------------- | ------------------ |
| Manchester | Simona Krupeckaitė | Guo Shuang     | Anna Meares        |
| Melbourne  | Anna Meares        | Guo Shuang     | Christin Muche     |
| Cali       | Christin Muche     | Emily Rosemond | Diana Maria García |
| Peking     | Guo Shuang         | Miriam Welte   | Lee Wai-sze        |

Stand
| Pos. | Fahrerin           | Man | Mel | Cal | Pek | Punkte |
| ---- | ------------------ | --- | --- | --- | --- | ------ |
| 1.   | Guo Shuang         | 10  | 10  | –   | 12  | 32     |
| 2.   | Christin Muche     | –   | 8   | 12  | –   | 20     |
|      | Anna Meares        | 8   | 12  | –   | –   | 20     |
| 4.   | Simona Krupeckaitė | 12  | –   | 7   | –   | 19     |
| 5.   | Agnes Ronner       | 7   | –   | –   | 7   | 14     |
| 6.   | Emily Rosemond     | –   | 3   | 10  | –   | 13     |
| 7.   | Miriam Welte       | 2   | –   | –   | 10  | 12     |
| 8.   | Clara Sanchez      | 7   | 7   | –   | 4   | 11     |
| 9.   | Olga Panarina      | 5   | –   | –   | 6   | 11     |
| 10.  | Lee Wai-sze        | –   | 1   | –   | 8   | 9      |

### 500-m-Zeitfahren
Ergebnisse
| Ort        | Siegerin           | Zweite             | Dritte          |
| ---------- | ------------------ | ------------------ | --------------- |
| Manchester | Anna Meares        | Victoria Pendleton | Willy Kanis     |
| Melbourne  | Anna Meares        | Kaarle McCulloch   | Sandie Clair    |
| Cali       | Simona Krupeckaitė | Willy Kanis        | Lisandra Guerra |
| Peking     | Willy Kanis        | Jinjie Gong        | Anna Meares     |

Stand
| Pos. | Fahrerin           | Man | Mel | Cal | Pek | Punkte |
| ---- | ------------------ | --- | --- | --- | --- | ------ |
| 1.   | Anna Meares        | 12  | 12  | –   | 8   | 32     |
| 2.   | Willy Kanis        | 8   | –   | 10  | 12  | 30     |
| 3.   | Simona Krupeckaitė | 7   | –   | 12  | –   | 19     |
| 4.   | Kaarle McCulloch   | –   | 10  | –   | 7   | 17     |
| 5.   | Jinjie Gong        | 5   | –   | –   | 10  | 15     |
| 6.   | Sandie Clair       | –   | 8   | –   | 6   | 14     |
| 7.   | Jessica Varnish    | –   | 6   | 6   | –   | 12     |
| 8.   | Lee Wai-sze        | 3   | 5   | –   | 4   | 12     |
| 9.   | Olga Panarina      | 6   | –   | –   | 5   | 11     |
| 10.  | Victoria Pendleton | 10  | –   | –   | –   | 10     |

### Sprint
Ergebnisse
| Ort        | Siegerin           | Zweite      | Dritte             |
| ---------- | ------------------ | ----------- | ------------------ |
| Manchester | Victoria Pendleton | Guo Shuang  | Simona Krupeckaitė |
| Melbourne  | Anna Meares        | Guo Shuang  | Willy Kanis        |
| Cali       | Simona Krupeckaitė | Willy Kanis | Lisandra Guerra    |
| Peking     | Guo Shuang         | Anna Meares | Junhong Lin        |

Stand
| Pos. | Fahrerin           | Man | Mel | Cal | Pek | Punkte |
| ---- | ------------------ | --- | --- | --- | --- | ------ |
| 1.   | Guo Shuang         | 10  | 10  | –   | 12  | 32     |
| 2.   | Anna Meares        | 6   | 12  | –   | 10  | 28     |
| 3.   | Willy Kanis        | 4   | 8   | 10  | 6   | 28     |
| 4.   | Simona Krupeckaitė | 8   | –   | 12  | –   | 20     |
| 5.   | Victoria Pendleton | 12  | –   | –   | –   | 12     |
| 6.   | Kaarle McCulloch   | –   | 7   | –   | 5   | 12     |
| 7.   | Christin Muche     | –   | 5   | 6   | –   | 11     |
| 8.   | Jinjie Gong        | 3   | 6   | –   | –   | 9      |
| 9.   | Junhong Lin        | –   | –   | –   | 8   | 8      |
| 10.  | Lisandra Guerra    | –   | –   | 8   | –   | 8      |

### Teamsprint
Ergebnisse
| Ort        | Team                                     | Zweite                                       | Dritte                                     |
| ---------- | ---------------------------------------- | -------------------------------------------- | ------------------------------------------ |
| Manchester | Australien Kaarle McCulloch Anna Meares  | Niederlande Yvonne Hijgenaar Willy Kanis     | Deutschland Dana Glöß Miriam Welte         |
| Melbourne  | China Jinjie Gong Junhong Lin            | Niederlande Yvonne Hijgenaar Willy Kanis     | Australien Anna Meares Emily Rosemond      |
| Cali       | Niederlande Yvonne Hijgenaar Willy Kanis | Litauen Gintarė Gaivenytė Simona Krupeckaitė | Russland Wiktorija Baranowa Olga Strelzowa |
| Peking     | China Jinjie Gong Junhong Lin            | Niederlande Yvonne Hijgenaar Willy Kanis     | Australien Anna Meares Emily Rosemond      |

Stand
| Pos. | Team                | Man | Mel | Cal | Pek | Punkte |
| ---- | ------------------- | --- | --- | --- | --- | ------ |
| 1.   | Niederlande         | 10  | 10  | 12  | 10  | 42     |
| 2.   | Australien          | 12  | 8   | –   | 8   | 28     |
| 3.   | Volksrepublik China | –   | 12  | –   | 12  | 24     |
| 4.   | Russland            | 6   | –   | 8   | 3   | 17     |
| 5.   | Frankreich          | 4   | 7   | –   | 6   | 17     |
| 6.   | Litauen             | 5   | –   | 10  | –   | 15     |
| 7.   | Deutschland         | 8   | –   | –   | 5   | 13     |
| 8.   | Griechenland        | 1   | 4   | 5   | –   | 10     |
| 9.   | Hongkong            | 2   | 5   | –   | 2   | 9      |
| 10.  | Mexiko              | –   | 3   | 4   | 1   | 8      |

### Einerverfolgung
Ergebnisse
| Ort        | Sieger            | Zweiter           | Dritter           |
| ---------- | ----------------- | ----------------- | ----------------- |
| Manchester | Wendy Houvenaghel | Josephine Tomic   | Vera Koedooder    |
| Melbourne  | Wendy Houvenaghel | Alison Shanks     | Lessja Kalytowska |
| Cali       | Sarah Hammer      | Tara Whitten      | Vilija Sereikaitė |
| Peking     | Alison Shanks     | Vilija Sereikaitė | Tara Whitten      |

Stand
| Pos. | Fahrerin          | Man | Mel | Cal | Pek | Punkte |
| ---- | ----------------- | --- | --- | --- | --- | ------ |
| 1.   | Wendy Houvenaghel | 12  | 12  | –   |     | 24     |
| 2.   | Alison Shanks     | –   | 10  | –   | 12  | 22     |
| 3.   | Vilija Sereikaitė | –   | –   | 8   | 10  | 18     |
| 4.   | Tara Whitten      | –   | –   | 10  | 8   | 18     |
| 5.   | Josephine Tomic   | 10  | 7   | –   | –   | 17     |
| 6.   | Vera Koedooder    | 8   | –   | –   | 5   | 13     |
| 7.   | Sarah Hammer      | –   | –   | 12  | –   | 12     |
| 8.   | Aušrinė Trebaitė  | 4   | 5   | –   | –   | 9      |
| 9.   | Lessja Kalytowska | –   | –   | 8   | –   | 8      |
| 10.  | Elissavet Chantzi | 3   | –   | 3   | –   | 8      |

### Mannschaftsverfolgung
Ergebnisse
| Ort        | Siegerinnen                                                                  | Zweite                                                                  | Dritte                                                       |
| ---------- | ---------------------------------------------------------------------------- | ----------------------------------------------------------------------- | ------------------------------------------------------------ |
| Manchester | Vereinigtes Königreich Elizabeth Armitstead Wendy Houvenaghel Joanna Rowsell | Deutschland Lisa Brennauer Verena Jooß Madeleine Sandig                 | Australien Tess Downing Belinda Goss Josephine Tomic         |
| Melbourne  | Neuseeland Kaytee Boyd Lauren Ellis Alison Shanks                            | Vereinigtes Königreich Katie Colclough Wendy Houvenaghel Joanna Rowsell | Australien Ashlee Ankudinoff Sarah Kent Josephine Tomic      |
| Cali       | Kanada Laura Brown Stephanie Roorda Tara Whitten                             | Vereinigte Staaten Dotsie Bausch Sarah Hammer Lauren Tamayo             | Litauen Vaida Pikauskaitė Vilija Sereikaitė Aušrinė Trebaitė |
| Peking     | Australien Ashlee Ankudinoff Sarah Kent Josephine Tomic                      | Neuseeland Lauren Ellis Jaime Nielsen Alison Shanks                     | Kanada Laura Brown Stephanie Roorda Tara Whitten             |

Stand
| Pos. | Team                   | Man | Mel | Cal | Pek | Punkte |
| ---- | ---------------------- | --- | --- | --- | --- | ------ |
| 1.   | Australien             | 8   | 8   | –   | 12  | 28     |
| 2.   | Neuseeland             | –   | 12  | –   | 10  | 22     |
| 3.   | Vereinigtes Königreich | 12  | 10  | –   | –   | 22     |
| 4.   | Kanada                 | –   | –   | 12  | 8   | 20     |
| 5.   | Litauen                | 3   | –   | 8   | 7   | 18     |
| 6.   | Deutschland            | 10  | 6   | –   | –   | 16     |
| 7.   | Niederlande            | 7   | 4   | –   | 3   | 14     |
| 8.   | Frankreich             | 5   | –   | 5   | 4   | 14     |
| 9.   | Vereinigte Staaten     | –   | 2   | 10  | –   | 12     |
| 10.  | Ukraine                | –   | 7   | –   | 5   | 12     |

### Punktefahren
Ergebnisse
| Ort        | Siegerin             | Zweite           | Dritte              |
| ---------- | -------------------- | ---------------- | ------------------- |
| Manchester | Elizabeth Armitstead | Yumari González  | Jewgenija Romanjuta |
| Melbourne  | Giorgia Bronzini     | Shelley Olds     | Madeleine Sandig    |
| Cali       | Giorgia Bronzini     | Tara Whitten     | Charlotte Becker    |
| Peking     | Megan Dunn           | Jelena Tschalych | Giorgia Bronzini    |

Stand
| Pos. | Fahrerin             | Man | Mel | Cal | Pek | Punkte |
| ---- | -------------------- | --- | --- | --- | --- | ------ |
| 1.   | Giorgia Bronzini     | –   | 12  | 12  | 8   | 32     |
| 2.   | Tatjana Scharakowa   | 7   | –   | 6   | 7   | 20     |
| 3.   | Yumari González      | 8   | 7   | –   |     | 157    |
| 4.   | Jewgenija Romanjuta  | 10  | –   | 7   | –   | 13     |
| 5.   | Tara Whitten         | –   | –   | 10  | 3   | 13     |
| 6.   | Megan Dunn           | –   | –   | –   | 12  | 12     |
| 7.   | Elizabeth Armitstead | 12  | –   | –   | –   | 12     |
| 8.   | Belinda Goss         | 6   | 6   | –   | –   | 12     |
| 9.   | Jarmila Machačová    | 5   | –   | –   | 6   | 11     |
| 10.  | Leire Olaberria      | 2   | 5   | 4   | –   | 8      |

### Scratch
Ergebnisse
| Ort        | Siegerin            | Zweite              | Dritte              |
| ---------- | ------------------- | ------------------- | ------------------- |
| Manchester | Belinda Goss        | Jewgenija Romanjuta | Shelley Olds        |
| Melbourne  | Jewgenija Romanjuta | Giorgia Bronzini    | Theresa Cliff-Ryan  |
| Cali       | Tatjana Scharakowa  | Giorgia Bronzini    | Yumari González     |
| Peking     | Vera Koedooder      | Aušrinė Trebaitė    | Jewgenija Romanjuta |

Stand
| Pos. | Fahrerin            | Man | Mel | Cal | Pek | Punkte |
| ---- | ------------------- | --- | --- | --- | --- | ------ |
| 1.   | Jewgenija Romanjuta | 10  | 12  | –   | 8   | 30     |
| 2.   | Giorgia Bronzini    | –   | 10  | 10  | 6   | 26     |
| 3.   | Vera Koedooder      | 6   | –   | –   | 12  | 18     |
| 4.   | Belinda Goss        | 12  | 4   | –   | –   | 16     |
| 5.   | Xiao Juan Diao      | –   | –   | 6   | 7   | 13     |
| 6.   | Tatjana Scharakowa  | –   | –   | 12  | –   | 12     |
| 7.   | Joanne Kiesanowski  | –   | 7   | 5   | –   | 12     |
| 8.   | Aušrinė Trebaitė    | –   | –   | 10  | –   | 10     |
| 9.   | Shelley Olds        | 8   | 2   | –   | –   | 10     |
| 10.  | Yumari González     | –   | –   | 8   | –   | 8      |